# Consuetudines Cartusiae
Le Consuetudines Cartusiæ (anche dette Statuta Guigonis, in italiano Consuetudini della Certosa; in francese Coutumes de Chartreuse) sono un documento scritto tra il 1121 e il 1128 da Guigo I, monaco certosino e quinto priore della Grande Chartreuse. Senza avere la forma di “regola” o di “costituzione”, è tuttavia considerato il primo testo normativo fondamentale dell'Ordine certosino.

## Origini
Sebbene sia chiaro che san Bruno sia l'ispiratore dell'ideale di vita certosino, non sembra che egli abbia mai avuto l'intenzione di fondare un ordine religioso. Lui stesso è all'origine di due soli monasteri, la Grande Chartreuse e l'eremo di Torre in Calabria, che nel XVI secolo divennero la Certosa di Serra San Bruno dove, dopo servizi resi a papa Urbano II che lo aveva chiamato come consigliere a Roma (1091-1092), si ritirò e trascorse i suoi ultimi anni. Fu sotto Guigo I, detto il Certosino, quinto priore della Grande Chartreuse, che l'ordine si espanse con il sorgere di diverse comunità o gruppi di eremiti che chiesero di poter seguire i costumi della comunità certosina.
Su richiesta dei priori e dei monaci di queste nuove case (Portes, Saint-Sulpice en Bugey, Meyriat) che chiedevano aiuto e consiglio, Guigo mise per iscritto ciò che consisteva nella pratica quotidiana e consueta del primo monastero dell'ordine, la Grande Chartreuse, nelle Consuetudines Cartusiæ.
Si diede all'ordine certosino una sua coesione ed una sua fisionomia; rimase un riferimento spirituale costante, anche se il testo delle Consuetudines fu escluso dall'ordinamento legislativo certosino a favore di testi aggiornati dai capitoli generali successivi. A partire dal Concilio Vaticano II, gli statuti rinnovati dei certosini hanno riportato alla luce gli usi descritti da Guigo sotto forma di citazioni importanti.

## Struttura e contenuto
Le Consuetudines Cartusiæ sono composte da un prologo e ottanta capitoli o titoli di lunghezza disomogenea:
- capitoli 1-14: dopo un breve prologo, questi capitoli trattano dell'uso liturgico: quello che viene definito il “rito certosino”. Le cerimonie sono improntate alla sobrietà (nessuna processione);
- capitoli 15-16: l'ufficio del priore e del ministro generale. Viene sottolineato con forza che anche chi ha compiti temporali deve assicurare il “riposo contemplativo”;
- capitoli 17-21: contatti con il mondo esterno, ospiti e poveri. L’ospitalità è sacra, ma la solitudine va tutelata: clausura rigorosa.
- capitoli 22-27: ammissione dei candidati, loro formazione e professione finale. Il noviziato si svolge “in cella”. Insistenza sull'obbedienza per evitare i pericoli dell'indipendenza dell'eremita nella cella;
- capitoli 28-35: dettagli sulla vita in cella. Abbigliamento, lavoro (soprattutto come copista), cucina (ognuno deve prepararne in determinati giorni), lettura, programma giornaliero di esercizi spirituali, ecc., Es. dal capitolo 31: «l'eremita sta in una cella come un pesce nell'acqua»;
- capitoli 36-41: l'amministrazione del monastero. Il possesso dei beni temporali deve essere limitato. Nessuna terra può essere troppo lontana dal “deserto” (della Certosa). Evitare a tutti i costi “imbarazzi degli affari”. Ai malati viene prestata una cura attenta, perché sono altri Cristo;
- capitoli 42-76: la vita dei fratelli laici. Un corpus completo di statuti riguardanti i frati, dall'ufficio divino (ridotto) all'organizzazione del lavoro (nel silenzio) e ai rapporti con il mondo esterno. Primato del progresso della vita spirituale. Proteggono l'eremitismo dei padri, ma va tutelata anche la loro solitudine;
- capitoli 77-79: il numero degli abitanti del monastero è limitato a tredici padri e sedici fratelli. Le risorse sono limitate e i monaci non possono mendicare;
- capitolo 80: l'ultimo capitolo è un elogio della vita solitaria: riposo contemplativo, silenzio, desiderio ardente dei beni celesti. Nostro Signore nel deserto è il modello. Altri esempi sono presi dall'Antico e dal Nuovo Testamento. Vengono citate grandi figure del monachesimo cristiano: Paolo di Tebe, Antonio abate, Ilarione di Gaza e Benedetto da Norcia.

## Adozione degli usi
A partire dal 1128, varie case certosine adottarono ufficialmente l'usanza preparata da Guigo. Il primo capitolo generale dei Certosini, nel 1140, approvò le Consuetudines Cartusiæ e ne diede così ufficialità nell'ordine. Esse resteranno sempre il riferimento primario della legislazione certosina, anche se il loro stesso testo è stato escluso dalla normativa aggiornata dai capitoli successivi.
Nel 1510 fu stampata per la prima volta un'edizione completamente rivista di tutti gli statuti dell'ordine.
Gli statuti furono interamente rivisti alla luce del Concilio Vaticano II e del nuovo codice di diritto canonico del 1983. Nel 1987, il capitolo generale dell'ordine approvò un nuovo testo a cui diede il titolo di Statuta Ordinis Cartusiensis (Statuti dell'Ordine certosino).